# Ivan Pacák
Ivan Pacák (Liptovský Mikuláš, 28 maggio 1962) è un ex sciatore alpino slovacco che gareggiò per la nazionale cecoslovacca.

## Biografia
Sciatore polivalente, Pacák conquistò il primo piazzamento in Coppa del Mondo nella combinata disputata a Sankt Moritz ed Ebnat-Kappel il 21 dicembre 1980 e il 4 gennaio 1981 (12º) e l'unico podio, nonché ultimo piazzamento di rilievo, il 24 gennaio 1982 nella combinata del trofeo del Lauberhorn di Wengen (2º); ai successivi Mondiali di Schladming 1982 nella medesima specialità si classificò 13º, suo ultimo piazzamento agonistico. Non prese parte a rassegne olimpiche.

## Palmarès

### Coppa del Mondo
- Miglior piazzamento in classifica generale: 56º nel 1982
- 1 podio:
  - 1 secondo posto